# Elżbieta Jankowska
Elżbieta Róża Jankowska (ur. 1 sierpnia 1952 w Łodzi) – polska polityk, posłanka na Sejm IV i V kadencji.

## Życiorys
W 1981 ukończyła studia na Wydziale Pedagogiki Uniwersytetu Łódzkiego. Pracę zawodową zaczęła w 1967 jako tkaczka w Zakładach Przemysłu Bawełnianego im. Feliksa Dzierżyńskiego w Łodzi. Później zatrudniona w Spółdzielczej Hurtowni Międzypowiatowej, administracji dzielnicowej, ZSMP i ZUS. Od 1983 do 1990 była zastępcą inspektora oświaty, wychowania i kultury Urzędu Dzielnicowego Łódź-Śródmieście. Na początku lat 90. prowadziła własną działalność gospodarczą.
Należała do PZPR i Socjaldemokracji Rzeczypospolitej Polskiej, w 1999 przystąpiła do Sojuszu Lewicy Demokratycznej. W latach 1998–2001 zasiadała w łódzkiej radzie miasta. Od 2001 do 2007 sprawowała mandat posła na Sejm IV i V kadencji. W wyborach parlamentarnych w 2005 startowała z listy SLD w okręgu łódzkim, uzyskując 7495 głosów. W Sejmie pracowała w Komisji Łączności z Polakami za Granicą oraz w Komisji Kultury i Środków Przekazu. W przedterminowych wyborach w 2007 bez powodzenia ubiegała się o reelekcję z listy Lewicy i Demokratów. W 2010 i 2014 bezskutecznie kandydowała do rady miejskiej w Łodzi.
Działa w ZHP (jest harcmistrzem), pełniła funkcję wiceprzewodniczącej zarządu głównego Ligi Kobiet Polskich, 19 stycznia 2008 została przewodniczącą tej organizacji.
W 2015 otrzymała Złoty Krzyż Zasługi.